# مرا رها نکن (ترانه)
«مرا رها نکن» ترانه‌ای از ژاک برل، خواننده و آهنگساز بلژیکی است که در سال ۱۹۵۹ منتشر شد. اثر به زبان فرانسوی توسط بسیاری از خوانندگان بازخوانی گردیده‌است و همچنین به بسیاری از زبان‌های دیگر نیز ترجمه و اجرا شده‌است. اقتباس مشهور آن، با شعر انگلیسی از راد مک‌کوئین، «اگر بروی» نام دارد.

## زمینه

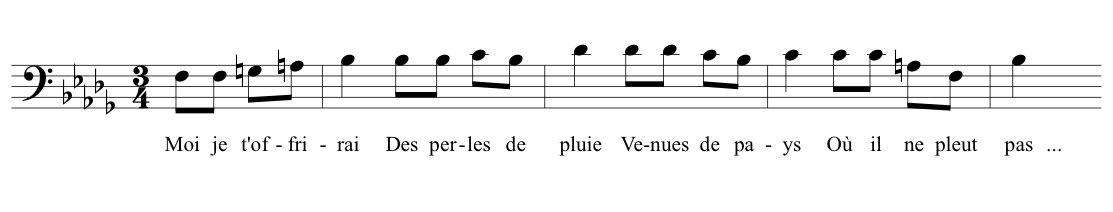
Moi, je t'offrirai des perles de pluie venues de pays où il ne pleut pas

برخی "Ne me quitte pas" را "موسیقی کلاسیک نهایی برل" می‌دانند. ترانه پس از آنکه معشوقه برل «زیزو» (سوزان گابریلو) وی را از زندگی خود بیرون کرد، نوشته شد. زیزو از برل حامله بود، اما برل از پذیرفتن فرزند به عنوان بچه خود امتناع می‌کرد. زیزو بعداً به دلیل این تصمیم برل سقط جنین کرد. برل اولین بار این آهنگ را در ۱۱ سپتامبر ۱۹۵۹ ضبط کرد و در چهارمین آلبوم او La Valse à Mille Temps  منتشر شد. اثر توسط انتشارات وارنر-چاپل منتشر شده‌است. در سال ۱۹۶۱ نسخه ای به زبان هلندی با خوانندگی برل توسط انتشارات موسیقی فیلیپس منتشر شد که " Laat me niet alleen " نام داشت، متن ترانه به قلم ارنست ون آلتنا، نوشته شده بود.
طی مصاحبه ای در سال ۱۹۶۶، برل گفت که "Ne me quitte pas" یک آهنگ عاشقانه نیست، بلکه "سرودی برای بزدلی مردان" می‌باشد و درجه‌ایست که آنها حاضرند تا خود را تحقیر کنند. او در این باره گفته که می‌دانسته شنیدن این آهنگ برای زنانی که آن را عاشقانه می‌پندارند، لذت بخش خواهد بود.
این آهنگ در فصل ۱ قسمت ۱۹ برنامه تلویزیونی تحسین شده مظنون و در قسمت آخر آقای ربات استفاده شده‌است. همچنین در فصل ۱ پایانی Theبازماندگان نیز شنیده می‌شود. «Ne Me Quitte Pas» توسط پدرو آلمودوار، فیلمساز اسپانیایی در ششمین فیلم خود، قانون میل، در اجرای خیره کننده خواننده برزیلی مایسا ماتارازو مورد استفاده قرار گرفت. همچنین جیجی پرویتی نیز ترانه را بازخوانی نمود.